# Pelochrista mancipiana
Pelochrista mancipiana es una especie de polilla perteneciente al género Pelochrista, categorizada en la tribu Eucosmini, de la subfamilia Olethreutinae.

## Distribución
Se distribuye por Italia.

## Taxonomía
Fue descrita por Mann en 1855 y publicada por primera vez en Verh. zool.-bot. Ges. Wien 5: 556.